# اهل الوادی
اهل الوادی یک منطقهٔ مسکونی در الجزایر است که در ناحیه بومرداس واقع شده‌است. اهل الوادی ۴ کیلومتر مربع مساحت دارد ۲۴۰ متر بالاتر از سطح دریا واقع شده‌است.